# Kaseko
El kaseko es un género musical originario de Surinam, que originó durante la década de los 40. Se fusiona estilos tanto europeos, americanos, africanos e indígenas. La palabra «kaseko» al parecer se deriva de la expresión «casser le corps», romperse el cuerpo, como referencia a las enérgicas danzas populares durante la esclavitud.
El kaseko está relacionado con otros estilos locales como el kawina y como estos usa el estilo de llamada y respuesta acompañadas de ritmos complejos, se incluye generalmente tambores, saxofón, trompetas, trombones y numerosos coros. Este género evolucionó del Bigi Poku, que se ejecutaba ya en 1930 en festivales muy influenciados por el jazz, la samba, el calipso y el rock and roll.
Se hizo popular a mediados de la década de los 70 cuando fue llevado a Países Bajos por los surinameses expatriados.